# John and Mary
John and Mary is een Amerikaanse romantische dramafilm uit 1969 onder regie van Peter Yates. Het verhaal hiervan is gebaseerd op dat uit een gelijknamig boek uit 1966 van Mervyn Jones. De film werd genomineerd voor de Golden Globes voor beste scenario, beste filmacteur (Dustin Hoffman) in een musical of komedie en beste filmactrice in een musical of komedie (Mia Farrow). Hoffman kreeg voor zijn rol en die in Midnight Cowboy samen daadwerkelijk de BAFTA Award voor beste acteur toegekend.

## Verhaal
Mary is een jongedame die na een avond stappen op een zaterdagochtend wakker wordt naast een vreemde man. Dit is John, een man die ze de vorige dag ontmoette op een vrijgezellenfeest en de gehele nacht mee heeft doorgebracht. Ze voelen zich allebei niet op hun gemak en doen een poging elkaar te leren kennen. Wanneer Johns ex-vriendin hem belt, voelt Mary zich verraden en verlaat boos zijn woning. Ze blijkt alleen haar sleutels bij John te hebben laten liggen en is daardoor gedwongen terug te gaan.

## Rolverdeling
| Acteur          | Personage    |
| --------------- | ------------ |
| Dustin Hoffman  | John         |
| Mia Farrow      | Mary         |
| Michael Tolan   | James        |
| Sunny Griffin   | Ruth         |
| Tyne Daly       | Hilary       |
| Olympia Dukakis | Johns moeder |